# الجامعة الأمريكية في بغداد
الجامعة الأمريكية في العراق - بغداد هي جامعة رسمية أهلية غير ربحية تأسست رسميًا عام 2018 وفتحت أبوابها في كانون الثاني عام 2021 في العاصمة العراقية بغداد، معتمدة من وزارة التعليم العالي والبحث العلمي العراقية.

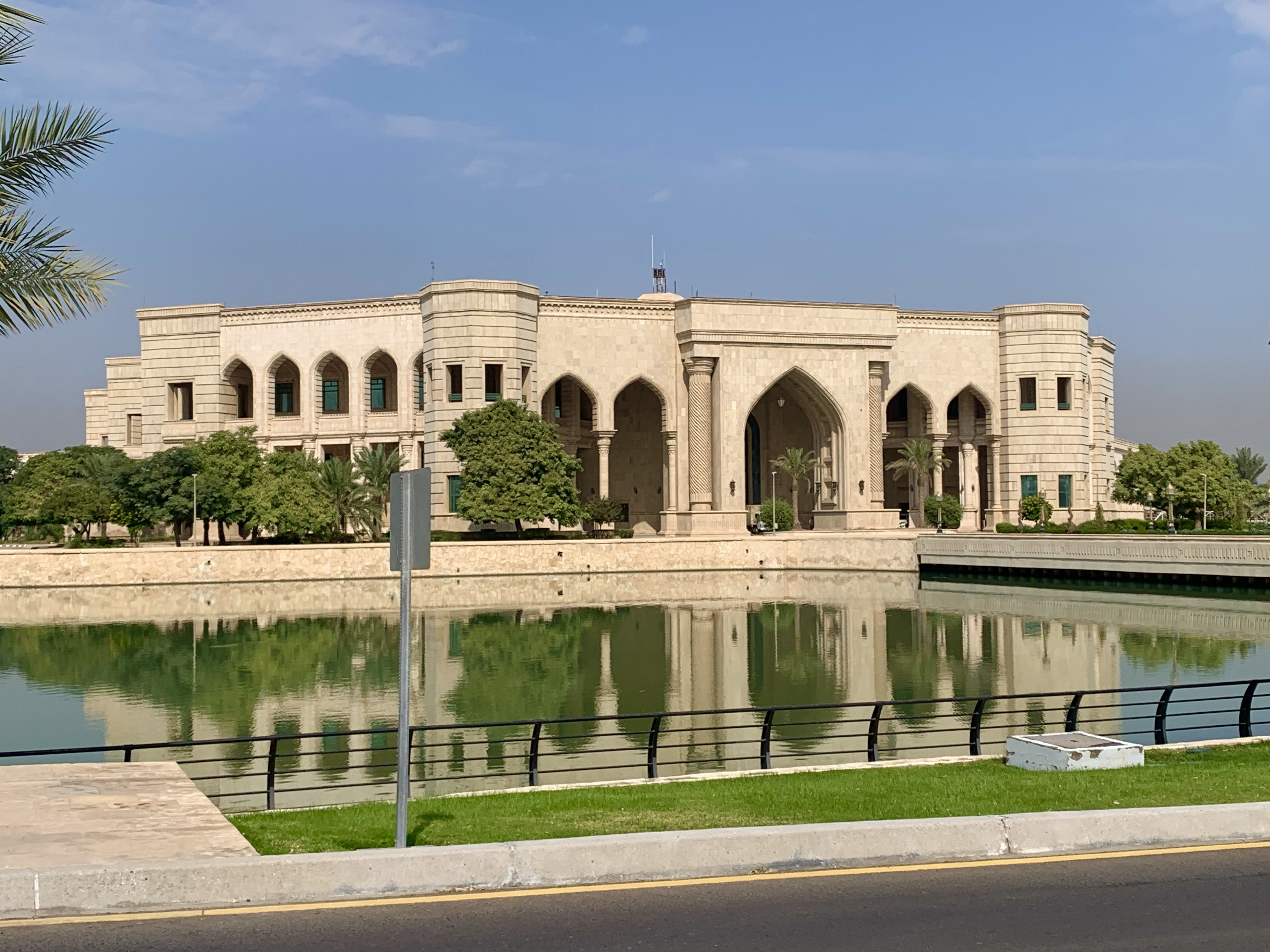
الجامعة الأمريكية في بغداد

## تأريخ الجامعة
إفتتحت الجامعة في شباط فبراير 2021. وهي تقدم نفسها على غرار الجامعات الإقليمية الأخرى على النمط الأمريكي مثل الجامعة الأمريكية في السليمانية والجامعة الأمريكية في بيروت والجامعة الأمريكية بالقاهرة، بعد تحديد الموقع، وقع سفير الولايات المتحدة في العراق اتفاقية في عام 2017 تمهد الطريق للجامعة، استوعبت الجامعة بعد افتتاحها في عام 2021 ما يقرب من ثلاثمائة طالب جامعي. تلقى معظم هذه المجموعة دورات في مهارات اللغة الإنجليزية في أكاديمية اللغة الإنجليزية بالجامعة قبل الشروع في برامج البكالوريا، افتتحت الجامعة بثلاث كليات، فنون وعلوم، أعمال، ودراسات دولية

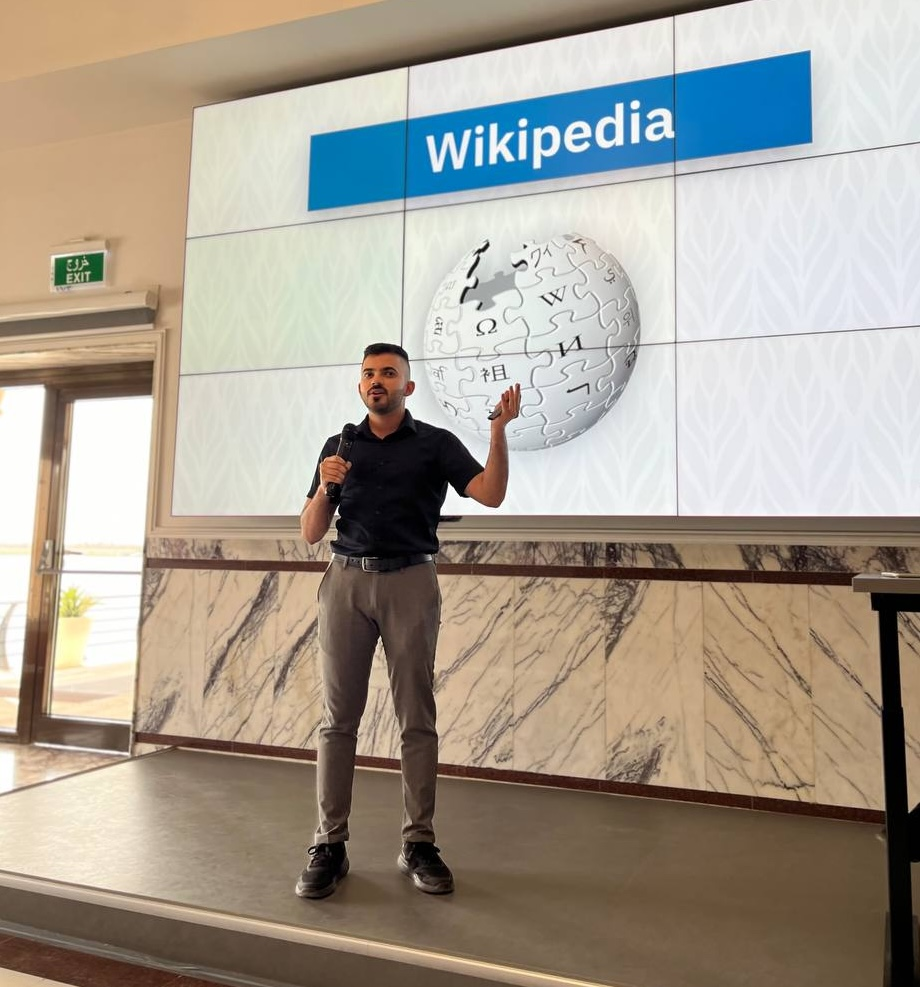
الجلسة التعريفية بمشاريع ويكيبيديا في الجامعة الأمريكية في العراق-بغداد.

## الموقع
الحرم الجامعي كان أحد منتجعات صدام حسين التي بُنيت خلال فترة التسعينيات ويضم العديد من البنايات والقصور الفاخرة التي تضم قصر الفاو الكبير، وتعود ملكية الأرض للحكومة العراقية والتي استأجرتها للجامعة لمدة 50 سنة، وعند انتهائها يحق للجامعة التمديد لمدة 50 سنة أخرى

## الأقسام والكليات
- كلية طب الأسنان.
- كلية الصيدلة.
- كلية العلوم الصحية المساندة.
- كلية الآداب والعلوم.
- كلية الهندسة قسم البترول.
- كلية الهندسة قسم الميكانيك.
- كلية الهندسة قسم الكهرباء.
- كلية الهندسة قسم هندسة الحاسبات والذكاء الاصطناعي.
- كلية الهندسة قسم إدارة الهندسة.
- كلية القانون.
- كلية الدراسات الدولية.
- كلية الأعمال.
- كلية التربية والتنمية البشرية.[7]
- أكاديمية اللغة الإنجليزية.[8]

## الشراكات الأكاديمية
- الجامعة الأمريكية في أرمينيا
- جامعة بول ستايت
- جامعة ولاية أريزونا
- جامعة جورج مايسون
- كلية كولون للأعمال
- جامعة سيتن هول، كلية التربية والخدمات الإنسانية
- جامعة سيتن هول
- جامعة فاندربيلت، كلية بيبودي للتربية
- جامعة نيويورك في براغ
- جامعة ميسان
- جامعة القادسية
- الجامعة التكنلوجية
- جامعة كاليفورنيا بيركلي[9]

## [10]المصادر
1. ↑  "AUIB - View". auib.edu.iq. مؤرشف من الأصل في 2021-12-21. اطلع عليه بتاريخ 2021-12-21.
2. ↑  "بالوثيقة.. منح إجازة تأسيس الجامعة الأمريكية في بغداد : منتدى إعمار العراق". iefoundation.net. مؤرشف من الأصل في 2021-12-21. اطلع عليه بتاريخ 2021-12-21.
3. ↑  "AUIB - About". auib.edu.iq. مؤرشف من الأصل في 2021-12-21. اطلع عليه بتاريخ 2021-12-21.
4. 1 2  "De residencia de Sadam Husein a universidad americana: el destino de un suntuoso palacio bagdadí". ELMUNDO (بالإسبانية). 10 Mar 2021. Archived from the original on 2021-11-01. Retrieved 2021-12-23.
5. ↑  "American university hopes to fill higher-ed gap in Iraq". The Independent (بالإنجليزية). 15 Feb 2021. Archived from the original on 2021-11-02. Retrieved 2021-12-23.
6. ↑  "كانت منتجعا بعهد صدام.. "الجامعة الأميركية" في بغداد ترد على انتقادات تمويلها | الحرة". www.alhurra.com. مؤرشف من الأصل في 2021-02-28. اطلع عليه بتاريخ 2021-12-23.
7. ↑  "AUIB - Colleges". auib.edu.iq. مؤرشف من الأصل في 2021-12-21. اطلع عليه بتاريخ 2021-12-21.
8. ↑  "AUIB - Academics". auib.edu.iq. مؤرشف من الأصل في 2021-12-21. اطلع عليه بتاريخ 2021-12-21.
9. ↑  "AUIB - About". auib.edu.iq. مؤرشف من الأصل في 2021-12-21. اطلع عليه بتاريخ 2021-12-21.
10. ↑  "New 'American' University in Baghdad Aims to Train Future Leaders". Iraqi Economists Network (بالإنجليزية الأمريكية). 16 Apr 2021. Archived from the original on 2024-05-27. Retrieved 2024-11-16.